# Gobindpur
Gobindpur é uma vila no distrito de Dhanbad, no estado indiano de Jharkhand.

## Geografia
Gobindpur está localizada a 22° 38′ N, 86° 04′ L. Tem uma altitude média de 188 metros (616 pés).

## Demografia
Segundo o censo de 2001, Gobindpur tinha uma população de 8504 habitantes. Os indivíduos do sexo masculino constituem 54% da população e os do sexo feminino 46%. Gobindpur tem uma taxa de literacia de 65%, superior à média nacional de 59,5%: a literacia no sexo masculino é de 73% e no sexo feminino é de 55%. Em Gobindpur, 15% da população está abaixo dos 6 anos de idade.